# Любехово (Західнопоморське воєводство)
Любехово (пол. Lubiechowo) — село в Польщі, у гміні Карліно Білоґардського повіту Західнопоморського воєводства.
Населення — 245 осіб (2011).
У 1975-1998 роках село належало до Кошалінського воєводства.

## Демографія
Демографічна структура станом на 31 березня 2011 року:
|          | Загалом | Допрацездатний вік | Працездатний вік | Постпрацездатний вік |
| -------- | ------- | ------------------ | ---------------- | -------------------- |
| Чоловіки | 131     | 26                 | 95               | 10                   |
| Жінки    | 114     | 23                 | 67               | 24                   |
| Разом    | 245     | 49                 | 162              | 34                   |